# Gonzalo Nani del Toro
Gonzalo Nani del Toro (6 de Junho, 1979 em Buenos Aires, Argentina) é um skatista profissional Argentino.